# 明太子夫婦
《明太子夫婦》（日语：めんたいぴりり）為西日本電視台於2013年8月為慶祝開台55週年製作播出的電視劇。該劇改編自食品店「福屋」創辦人川原俊夫的真實故事，由博多華丸及富田靖子主演。

## 電視劇
全劇共有2部，第1部於2013年8月3日午間12:00－1:30播出，全1集；第2部於2013年8月5日至8月29日止，每週一至週四上午9:50－10:05播出，共16集。台灣國興衛視自2014年6月17日起，每週一至週四晚間10點播出。

## 劇情概要
一對在韓國出生的日本屯民夫妻俊之與千代子，彼此相識後結婚生子，因二次世界大戰被迫分開，彼此約定戰爭結束後一定會再次相見。戰爭結束後，一家人再度團圓。俊之在博多開設食品店「福屋」，生意蒸蒸日上。他對在韓國嘗到的美味食材明太子念念不忘，立下了將明太子成為福岡名產的志願…

## 登場人物

### 主角
- 海野俊之：博多華丸（搞笑團體「博多華丸・大吉」）

博多中洲市場食品店「福屋」老闆。
- 海野千代子：富田靖子

俊之的妻子，食品店「福屋」老闆娘。

### 食品店「福屋」的店員
- 八重山徳雄：瀨口寬之
- 松尾竹吉：齊藤優（搞笑團體「傘兵部隊」）
- 笹嶋辰雄：福場俊策
- 岡村美知枝（小美知）：井上佳子

### 與「福屋」有關的人們
- 東先生：猩健（ゴリけん）（搞笑藝人）
- 須崎幸之助：玄海龍二
- 岡村吾郎：西村雅彦
- 矢嶋政吉：光石研
- 黃線狹鱈（スケトウダラ、Theragra chalcogramma）：博多大吉（搞笑團體「博多華丸・大吉」）

出現在俊之夢境中的明太子妖精。

### 在釜山時的人們
- 海野俊之（少年時代）：千葉一磨
- 海野千代子（少女時代）：神田朝香
- 李老人：小松政夫
- 三枝紀夫：野村宏伸
- 滿洲國的看守人：川上泰生

### 其他
- 丸山先生：健坊田中
- 消防隊員：町田隼人
- 中華料理店「豬鹿園」社長：壽一實
- 「豬鹿園」中洲店店長：森本久則（森本のりひさ，暫譯）（搞笑團體「Donpi」）
- 「豬鹿園」天神店店長：於保紳太郎
- 中洲的小混混：山田貴正、阿部哲陽（搞笑團體「檸檬茶」）
- 矢部江里子：內田慈

千代子的兒時玩伴。

## 製作團隊
- 劇本：東憲司
- 標題題字：錦山亭金太夫
- 企劃協助：大野隆二、嶋村雅己
- 技術總監：今泉浩史
- 攝影：許斐孝洋
- 照明：梶原公隆
- 錄音：福田有希
- 美術：山本修身
- 副導演：山崎樹
- 責任製作：谷尚明
- 製作人：瀨戶島正治、本田克哉（VIDEO STATION Q）
- 導演：江口和
- 製作統括：山崎浩一郎
- 製作協力：VIDEO STATION Q
- 製作出品：西日本電視台
- 協助：福岡電影委員會、北九州電影委員會、韓國觀光公社、韓國釜山市、韓國慶尚南道陜川郡、中洲流、KNN、東西大學、TNC Project、空氣株式會社
- 特別贊助：株式會社福屋

## 原作
- 川原健 》（製作明太子的男人〜「福屋」創辦人川原俊夫的人生與經營方針〜） 海鳥社、2013年1月、ISBN 978-4874158739

## 主題曲
- 主題曲：風味堂（獻給懷抱著夢想的人們）（Victor Entertainment）
- 片尾曲：風味堂（足跡的另一端）[1]（Victor Entertainment）

## 播出日期
- 第1部：2013年8月3日午間12:00－1:30播出，全1集
- 第2部：2013年8月5日至8月29日止，週一至週四上午9:50－10:05播出，全16集

| 各集   | 播出日期 | 標題 | 中文                                 |
| ------ | -------- | ---- | ------------------------------------ |
| 第1集  | 8月5日   |      | 「儲存枝仔冰」之卷                   |
| 第2集  | 8月6日   |      | 「製作明太子」之卷                   |
| 第3集  | 8月7日   |      | 「颱風要來了」之卷                   |
| 第4集  | 8月8日   |      | 「有幼年玩伴真好啊」之卷             |
| 第5集  | 8月12日  |      | 「尚夏巴（Jean Gabin）是誰啊？」之卷 |
| 第6集  | 8月13日  |      | 「啊！已經沒錢了」之卷               |
| 第7集  | 8月14日  |      | 「大哥大姐，歡迎光臨」之卷           |
| 第8集  | 8月15日  |      | 「京都美女相當煽情啊～」之卷         |
| 第9集  | 8月19日  |      | 「小美知來了」之卷                   |
| 第10集 | 8月20日  |      | 「明太子不危險」之卷                 |
| 第11集 | 8月21日  |      | 「福屋的愛情故事」之卷               |
| 第12集 | 8月22日  |      | 「福屋的愛情故事續集」之卷           |
| 第13集 | 8月26日  |      | 「再見了，八重山」之卷               |
| 第14集 | 8月27日  |      | 「明太子大作戰」之卷                 |
| 第15集 | 8月28日  |      | 「明太子是我的情書」之卷             |
| 第16集 | 8月29日  |      | 「兩人的感情如同明太子一樣」之卷     |

## 舞台劇
同名舞台劇於2014年5月30日起至2015年3月公演。主角海野俊之同樣由博多華丸飾演，女主角海野千代子改由酒井美紀飾演。

## 外部連結
- TNC《明太子夫婦》官方網站 （页面存档备份，存于）

## 節目的變遷
| 國興衛視 週一至週四 22:00至23:00         | 國興衛視 週一至週四 22:00至23:00            | 國興衛視 週一至週四 22:00至23:00 |
| ---------------------------------------- | ------------------------------------------- | -------------------------------- |
|                                          | 明太子夫婦 （2014年6月17日－2014年6月25日） |                                  |
| 玻璃之家 （2014年6月2日－2014年6月16日） | 女人30最犀利                                |                                  |